# Adelaide-Klasse
Die Adelaide-Klasse ist eine Klasse von sechs Mehrzweckfregatten der australischen Marine (RAN). Die Schiffe basieren auf den Oliver-Hazard-Perry-Fregatten der US Navy. Vier der sechs zwischen 1977 und 1993 Nachfolger der Zerstörer der Daring-Klasse wurden bei Todd in Seattle in den Vereinigten Staaten gebaut, während die letzten beiden Einheiten auf der Werft Australian Marine Engineering Consolidated (AMEC) gebaut wurden. In der Ursprungsausführung waren die australischen Einheiten praktisch identisch mit den US-Einheiten. Durch zwei Modernisierungen unterscheiden sich die australischen Einheiten jedoch stark von denen der US Navy.
Im Dezember 2019 wurden die letzten beiden Einheiten an Chile verkauft, wo sie im April 2020 in Dienst gestellt wurden. Von den anderen vier Einheiten waren zwei 2009 und 2011 als künstliche Riffe versenkt worden und zwei wurden 2017 und 2019 verschrottet.

## Modernisierungen

### Rumpfverlängerung
Die Fregatten der Oliver-Hazard-Perry-Klasse wurden in zwei Versionen gebaut: Die ersten Schiffe waren 133,5 m lang, während die späteren Einheiten mit einer Länge von 136 m gebaut wurden, um einen größeren Helikopter einsetzen zu können. Während sich die US Navy entschied, die kleineren Einheiten auszumustern, um eine homogene Flotte zu erreichen, entschloss sich die RAN, ihre drei kürzeren Einheiten zu verlängern.

### FFG-Programm

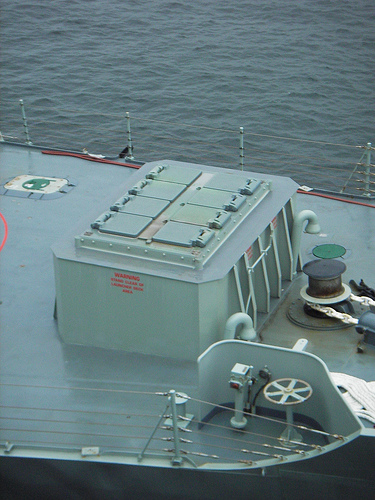
Das Mk.-41-VLS der bereits umgerüsteten Sydney

Anfang des 21. Jahrhunderts zeigte sich immer mehr, dass die Fregatten den neuen Herausforderungen nicht mehr gewachsen waren. Die US Navy entschloss sich deshalb, die veralteten Mk-13-Raketenstarter für SM-1 und RGM-84 Harpoon komplett zu entfernen, was aber bedeutete, dass die Schiffe praktisch unbewaffnet waren. Australien mit seiner kleinen Marine konnte es sich aber nicht leisten, fast die Hälfte seiner Überwasserflotte unbewaffnet zu lassen, weshalb das FFG-Programm ins Leben gerufen wurden. Da eine Modernisierung für alle sechs Schiffe zu teuer war, wurde beschlossen, die ältesten beiden Einheiten auszumustern und nur die neueren vier zu modernisieren. Das Programm umfasste eine weitgehende Modernisierung der Elektronik, eine Umrüstung der Mk-13-Starter von SM-1 auf die wesentlich moderneren SM-2 sowie die Einrüstung eines Acht-Zellen-Mk-41-VLS für 32 RIM-162 Evolved Sea Sparrow Missile.

## Einheiten
| Kennung | Name                 | Kiellegung      | Stapellauf         | Indienststellung  | Außerdienststellung | Bemerkung                                        |
| ------- | -------------------- | --------------- | ------------------ | ----------------- | ------------------- | ------------------------------------------------ |
| FFG 01  | HMAS Adelaide (II)   | 29. Juli 1977   | 21. Juni 1978      | 15. November 1980 | 19. Januar 2008     | am 13. April 2011 als künstliches Riff versenkt  |
| FFG 02  | HMAS Canberra (II)   | 1. März 1978    | 1. Dezember 1978   | 21. März 1981     | 12. November 2005   | am 4. Oktober 2009 als künstliches Riff versenkt |
| FFG 03  | HMAS Sydney (IV)     | 16. Januar 1980 | 26. September 1980 | 29. Januar 1983   | 7. November 2015    | 2017 verschrottet                                |
| FFG 04  | HMAS Darwin          | 3. Juli 1981    | 26. März 1982      | 21. Juli 1984     | 11. Dezember 2017   | 2019 verschrottet                                |
| FFG 05  | HMAS Melbourne (III) | 12. Juli 1985   | 5. Mai 1989        | 15. Februar 1992  | 26. Oktober 2019    | als Almirante Latorre (FFG-14) an Chile          |
| FFG 06  | HMAS Newcastle       | 21. Juli 1989   | 21. Februar 1992   | 11. Dezember 1993 | 30. Juni 2019       | als Capitán Prat (FFG-11) an Chile               |

Die beiden Amphibischen Angriffsschiffe der Canberra-Klasse erhielten die Namen der ersten beiden außer Dienst gestellten Schiffe, die als künstliche Riffe versenkt wurden. Die übrigen vier Fregatten wurden durch die drei Flugabwehrzerstörer der Hobart-Klasse ersetzt.

## ChileChile
Die beiden letzten Einheiten wurden am 15. April 2020 in Sydney von der chilenischen Marine erneut in Dienst gestellt. Die chilenischen Schiffe sind in Valparaíso beheimatet.
| Kennung | Name              | Indienststellung | Außerdienststellung | Verbleib |
| ------- | ----------------- | ---------------- | ------------------- | -------- |
| FFG-11  | Capitán Prat      | 15. April 2020   |                     | aktiv    |
| FFG-14  | Almirante Latorre | 15. April 2020   |                     | aktiv    |